# Abade Suger de Saint-Denis
Abade Suger (Chennevières-lès-Louvres, 1080 – Saint-Denis, 13 de janeiro de 1151) foi abade de Saint-Denis (França), desde 1122 até sua morte. Hábil diplomata, foi conselheiro de Luís VI e de Luís VII e Regente durante a Segunda Cruzada. Foi chamado, segundo Panofsky, de "o pai da monarquia francesa".
Em sua monografia sobre Suger, Panofsky defende a tese de que este tenha sido muito influenciado pela leitura das obras de Pseudo-Dionísio, o Areopagita. Suger teria encontrado naquelas obras “uma justificação filosófica para toda a sua atitude com respeito à vida e à arte” e consequentemente, para as intervenções arquitetônicas que realizou, ao conceber o monumento como obra teológica.
O Abade Suger, informa-nos Panofsky, ainda, "professava como téologo, proclamava como poeta, e praticava como patrono das artes e organizador de espetáculos litúrgicos", a abordagem anagógica, (o método que leva para cima) no sentido empregado pelo Pseudo-Areopagita, posteriormente revigorado por Duns Scot.
É considerado o primeiro mestre-de-obras da arquitetura gótica, pelas inovações promovidas na Basílica de Saint-Denis, entre as inovações pode-se destacar: fachada com nova extensão com três portas e duas torres, coro e corredores laterais (em 1144). Suger se inspirou no livro Apocalipse, e quis recriar a ideia de paraíso terrestre na Basílica, para isso utilizou de alegorias, simbolismo, transparência e luz, refletindo a ordem universal e a imagem da Nova Jerusalém.